# هينك بوب
هينك بوب (بالهولندية: Henk Poppe)‏ ولد بتاريخ 12 يوليو 1952 في هولندا، هو دراج هولندي سابق في صنف سباق الدراجات على الطريق.

## سجل النتائج

### سباقات أو مراحل فاز بها
- طواف فرنسا

## وصلات خارجية
- الموقع الرسمي

## روابط خارجية
- هينك بوب على موقع أرشيف الدراجات (الإنجليزية)
- هينك بوب على موقع إحصائيات الدراجات الإحترافية (الإنجليزية)
- هينك بوب على موقع CycleBase (الإنجليزية)